# Antipatrosz
Antipatrosz (Kr. e. 397 – Kr. e. 319) makedón katona és politikus, Nagy Sándor hadvezére, majd a halála után birodalmát vezető diadokhoszok egyike, az európai területek vezetéséért felelős sztratégosz volt, majd Kr. e. 320-tól haláláig az egész hellenisztikus birodalom kormányzója volt.

## II. Philipposz udvarában
Életének első feléről semmit sem tudunk, azon túl, hogy a makedóniai nehézlovas arisztokrácia, a hetairoszok közé tartozott. Először Kr. e. 342-ben hallani róla, amikor II. Philipposz északi, trákiai hadjárata alkalmával kinevezte országa régensévé. A három évre szóló megbízás során Antipatrosz képviselte urát a delphoi amphiktüónia gyűlésén, és megvédte Euboiát az athéniaktól. A Kr. e. 338-as khairóneiai csatát követően ő vezette az Athénnal békéről tárgyaló követséget Kr. e. 337-336-ban, és az ő felügyelete alatt tértek vissza a hadifoglyok a poliszba. Érdemeiért a népgyűlés polgárjogot adományozott neki Athénban.

## Nagy Sándor helytartója
Antipatrosz II. Philipposz bizalmasaként jó kapcsolatot alakított ki Olümpiasz királynéval és a trónörökössel, a későbbi III. Alexandrosszal, és a király halálakor támogatta annak trónra lépését. Ennek köszönhetően a perzsiai hadjárat Kr. e. 334-es megindulásakor 12 000 gyalogos és 1500 lovaskatona élén sztratégoszi címmel a Balkánon maradt, hogy a nemrégiben pacifikált Balkánt és Hellaszt megvédje az esetleges támadásoktól és elfojtsa a makedónok ellen indított lázadásokat. Erre rövid időn belül szükség is volt: a granikoszi csata után a rhodoszi Memnón, III. Dareiosz görög zsoldosainak vezetője több szigetet elragadott a görögöktől – köztük Kószt, Khioszt és Leszboszt –, és miközben a hátország és a makedón sereg elválasztásával fenyegetett, igyekezett fellázítani a helléneket. Antipatrosz 600 talentumnyi gyorssegélyt kapott Alexandrosztól, hogy felkészülhessen a harcra, de szerencséjére Memnón rövidesen elesett, a támadás lendülete pedig megtört.
A perzsák bőkezűsége a görög poliszok közül Spártát vonzotta leginkább. A város királya, III. Agisz már Kr. e. 333-ban felvette a kapcsolatot a perzsák égei-tengeri flottájával, és a kapott pénzen jelentős zsoldossereget állított fel, sőt Kr. e. 332-ben még Kréta szigetét is elfoglalta. Kr. e. 331-ben a legtöbb peloponnészoszi államot sikerült maga mellé állítania, és vereséget mért a makedónokra; végül Kr. e. 330-ban Antipatrosz személyesen verte le, míg az árkádiai Megalopoliszt ostromolta. Ezután viszonylagos békében igazgatta Hellaszt, ahol makedónbarát oligarchikus rezsimeket és türanniszokat támogatott.
Elképzelhető, hogy Antipatrosz sikerei féltékennyé tették Nagy Sándort, illetve állítólag Olümpiasszal is megromlott a viszonya, így az indiai hadjáratáról Babilonba hazatérő Alexandrosz Kr. e. 324-ben leváltotta őt: utódául Krateroszt jelölte ki, míg az idős Antipatrosznak megparancsolta, hogy új erőkkel vonuljon hozzá. A parancsnak azonban nem sikerült érvényt szerezni: a király Kr. e. 323-ban meghalt, főhatalmán pedig Perdikkasz és Kraterosz osztozott meg, akik Antipatroszt meghagyták sztratégoszi hivatalában. Bizonyos ókori források, így Plutarkhosz Alexandrosz-életrajza olyan pletykákat emlegetnek, melyek szerint Antipatrosz állt Alexandrosz halála hátterében; elkövetőül pedig a király inasaként szolgáló, Iolaosz nevű fiát jelölik meg.

## Belháborúk
Amint értesültek a makedón király haláláról, a Szamosztól nemrég megfosztott athéniak zsoldossereget toboroztak, elfoglalták a Thermopülai-szorost, és nagy flottát indítottak a tengerre. Antipatrosz, aki jóval kisebb és gyengébb haderővel rendelkezett, ráadásul a thesszálok is elhagyták, vereséget szenvedett, és Lamia városába szorult vissza, ahol a görögök Kr. e. 323–322 telén blokád alatt tartották. A lamiai háborút csak a phrügiai satrapa, Leonnatosz, illetve Kraterosz beavatkozásával tudták megnyerni a makedónok. Leonnatosz kora tavasszal felmentette Lamiát, de miután rövidesen elesett, Antipatrosz kénytelen volt Makedóniába visszavonulni. Nyáron végül a föníciaiakkal kiegészült makedón hadiflotta legyőzte az athéniak hajóit, mire Kraterosz átkelt a Hellészpontoszon, és Antipatrosszal együtt leverte a lázadó poliszokat. Az addig is formálisan működő Korinthoszi Szövetséget feloszlatták, a görög államokat puszta alattvalóvá süllyesztették.
Míg Antipatrosz és Kraterosz Európában hadakozott, Perdikkasz igazgatta az ázsiai birodalomfelet. A régens korábban feleségül kérte Antipatrosz Nikaia nevű lányát, de röviddel utána Olümpiasz anyakirályné saját lányát, Nagy Sándor testvérét, Kleopatrát ajánlotta neki. A vívódó Perdikkaszról engedetlen, felelősségre vonás elől menekülő alárendeltje, Antigonosz phrügiai helytartó azt kezdte híresztelni, hogy egymagának akarja megkaparintani a hatalmat, ezért akar benősülni az uralkodóházba. A hírek hatására Antipatrosz szövetségre lépett Kraterosszal, az Egyiptomot önállósítani vágyó Ptolemaiosszal, illetve a trákiai Lüszimakhosszal, egy-egy lányát (Philát, Eurüdikét és Nikaiát) hozzájuk adva. A Kr. e. 321-ben kitörő háborúban Egyiptom felé indult, hogy megsegítse Ptolemaioszt Perdikkasz főserege ellenében, de mire megérkezett, az ellenséges hadvezért már meggyilkolták főtisztjei.

## A birodalom élén
Minthogy Kraterosz is elesett az anatóliai harcokban, Antipatrosz jóformán egymaga maradt a diadokhoszok között, aki a Nagy Sándor által létrehozott birodalom egységének megőrzésén munkálkodott. Kr. e. 320-ban a szíriai Triparadeiszoszban hívott össze tanácskozást, amelyen megszerezte a birodalmi kormányzói címet, főparancsnokául pedig Antigonoszt nevezte ki, akivel rokoni kapcsolatot is kialakított: fiához, Démétrioszhoz adta feleségül Philát, Kraterosz özvegyét.
Antipatrosz a triparadeiszoszi találkozó után a gyengeelméjű III. Philipposz királlyal és energikus feleségével, Eurüdikével együtt visszatért Makedóniába, és Antigonoszra bízta a Perdikkasz híveivel való leszámolást – igaz, egyúttal fiát, Kasszandroszt ruházta fel a főminiszteri (khiliarkhosz) ranggal. Együttműködésük feltehetően nem lett volna hosszú ideig tartható, de a konfliktust megelőzte az agg Antipatrosz Kr. e. 319-ben bekövetkezett halála. Utódául váratlan módon nem fiát, Kasszandroszt, hanem az idősebb korosztályhoz tartozó, de kevésbé jelentős súllyal bíró Polüperkhónt jelölte ki, ám őt egyik diadokhosz sem ismerte el kormányzónak, így Antipatrosz halálával végleg szétesett Nagy Sándor birodalma. Hét ismert fia közül egyedül Kasszandrosz játszott nagyobb szerepet a későbbi történésekben.

## Egyéb
Közeli barátja volt a filozófus Arisztotelésznek. Valószínűleg akkor ismerkedtek meg, amikor Arisztotelész Makedóniában volt Nagy Sándor nevelőjeként. Diogenész Laertiosznál (A filozófiában jeleskedők élete és nézetei, V. könyv. 1. f.) fennmaradt Arisztotelész végrendelete, amelyben Antipatroszt és Proxenosz fia Nikanórt teszi meg a végrendelet végrehajtójává.